# Manfred Ross
Manfred Ross (* 20. Januar 1940) ist ein ehemaliger deutscher Ruderer. 1962 wurde er Weltmeister im Vierer mit Steuermann.
Der Ruderer vom Berliner Ruder-Club begann seine Karriere im Achter. 1961 gewann er bei den deutschen Meisterschaften in dieser Bootsklasse und belegte bei den Ruder-Europameisterschaften den zweiten Platz. 1962 stieg ein Teil der Achter-Mannschaft des Vorjahres in den Vierer mit Steuermann um. Der von Walter Volle trainierte Vierer vom Berliner RC in der Besetzung Bernd-Jürgen Marschner, Peter Neusel, Bernhard Britting, Manfred Ross und Steuermann Jürgen Oelke gewann auf Anhieb den deutschen Meistertitel. Bei den auf dem Rotsee bei Luzern ausgetragenen ersten Ruder-Weltmeisterschaften siegte dieser Vierer vor den Booten aus Frankreich und aus der Sowjetunion. 1962 und 1964 belegte Ross bei den deutschen Meisterschaften im Achter jeweils den dritten Platz. Für die Olympischen Spiele 1964 konnte sich Ross nicht qualifizieren.